# أسد رأس الرجاء الصالح
أسد رأس الرجاء الصالح (الاسم العلمي p. l. melanochaita) هو أحد جمهرات الأسود، انقرضت في البرية قرابة العام 1860، أظهرت الدراسات الوراثية مؤخرًا أن هذه الأسود قد لا تكون نويعًا مستقلًا، ويمكن القول بأنها، على الأرجح، أقصى جمهرات نويع كروغر قطنًا للجنوب.

## وصلات خارجية
- Cat Specialist Group: African lion
- The Cape Lions of the Museum Wiesbaden, Germany